# Målagöl (Älghults socken, Småland)
Målagöl är en sjö i Uppvidinge kommun i Småland och ingår i Alsteråns huvudavrinningsområde.